# Dicico
Dicico es una tienda de materiales de construcción y productos de decoración brasileña del Estado de São Paulo. Es considerada una de las tiendas más tradicionales de su sector en el país.
Fue fundada en 1918, cuando el inmigrante italiano Virgílio Di Cicco abrió su primera tienda en São Paulo. Aún bajo su mando, se produjo la apertura de otra sucursal. En 1999, la cadena fue adquirida por Construdecor y Di Cicco se renombró como Dicico.
En mayo de 2013, en la mayor negociación del sector en el país, la empresa se incorporó al grupo Sodimac, filial del minorista chileno Grupo Falabella, que hoy ostenta el 100% del capital.
Desde 2018, las tiendas Dicico están pasando por un proceso de cambio para una nueva marca: Sodimac Dicico. Ya son 42 tiendas Sodimac Dicico. Otras cinco tiendas permanecen con la marca Dicico.    